# Comunidades di Goa
Le Comunidades di Goa erano una forma di associazione fondiaria sviluppata a Goa, in India, dove la proprietà terriera era detenuta collettivamente, ma di fatto controllata dai discendenti maschi di coloro che sostenevano di essere i fondatori del villaggio. Documentata dai portoghesi dal 1526, era la forma prevalente di proprietà fondiaria a Goa prima del 1961. Nella concezione tradizionale, è simile alla forma di proprietà terriera di molte altre popolazioni di agricoltori rurali, come quello della Bolivia pre-spagnola e dei popoli Puebloan ora negli Stati Uniti del sud - ovest. Questo tipo di amministrazione è stato identificato da Karl Marx come il dualismo delle comunità rurali: l'esistenza della proprietà collettiva della terra insieme alla produzione privata sulla terra.

## Definizione dei portoghesi
Le comunidades erano una variante del sistema del sistema gaunkari chiamato gramasanstha (ग्रामसंस्था)) che preesisteva all'arrivo dei portoghesi, ma fu determinato da loro. Il termine gram in gramasanstha si riferisce al villaggio. Comunidades è la parola portoghese che significa  "comunità". Il sistema khazan delle zone umide gestite a Goa è un derivato del sistema gaunkari e non da quello delle comunidades.

## Membri e dividendi
I membri delle comunidades erano chiamati gaonkars o zonnkars (in portoghese, jonoeiros ). I primi erano i membri del villaggio, i secondi avevano diritto a zonn, o jono, ossia un dividendo pagato dalla comunidade a gaunkars e fisarmonicisti, i detentori di acções (sing. Acção ) o azioni, ossia i più ricchi della zona e quindi possessori di ampi territori. Il sistema si applicava anche ai terreni agricoli e alle abitazioni dei villaggi.

## Cambiamenti nel tempo
Nel corso del tempo e soggetti a sistemi di proprietà e amministrazione della terra in conflitto, le vecchie istituzioni persero le loro caratteristiche originali e le comunidades diventano semplici società oligarchiche.
Dopo che il dominio portoghese di Goa terminò nel 1961, le attività di sviluppo del villaggio, che un tempo erano l'obiettivo delle comunidades o più precisamente dei gaunkaris, furono affidate al gram panchayat, rendendo le gaunkaris non più funzionali e portandole a un progressivo abbandono.
L'emergere della proprietà privata nella terra creò una nuova serie di relazioni socio-economiche a livello di villaggio, in particolare le comunidades e il ghar-bhaatt, le due principali forme di possesso della terra che vennero a caratterizzare la colonia portoghese di Goa.
Il funzionamento delle comunidate è ora strettamente controllato dal governo dello stato di Goa, che secondo i sostenitori del movimento delle comunidade lascia poco spazio a loro per agire come unità autonome, avendo così di fatto soppresso questa forma amministrativa.
L'unica funzione ufficiale delle comunidades, al momento, è quella di distribuire le loro terre a tariffe approvate dal governo. Tuttavia, i sostenitori del movimento comunidade, hanno condotto una determinata, seppur piccola, campagna al fine di salvaguardare i loro diritti, e continuano a combattere contro l'erosione del sistema delle comunidade a Goa, portando azioni legali di proprietà terriera. Nel 2004, il partito politico Go-Su-Ray Party emise una polemica a sostegno delle comunidades.
Il Goa Daman e il Diu Agricultural Tenancy Act, del 1964, approvati nel 1964 dall'allora governo del Partito Maharashtrawadi Gomantak, estesero i diritti di locazione degli inquilini alle terre della comunidade, per il pagamento di un affitto chiamato comunidade foro. Ciò ha portato la maggior parte delle proprietà a passare in mani private e alla riduzione della proprietà comunitaria.
Quindi, al momento, la maggior parte della terra comunitaria si trova sulle colline, che non sono coltivate come alle piantagioni di anacardi o cedute agli inquilini. I terreni comunitari incolti attirano degli abusivi che sviluppano baraccopoli.
Nelle popolose e ben sviluppate parti costiere dello stato, quasi tutte le terre che un tempo appartenevano alle comunidades sono state assegnate agli abitanti della zona o rilevate per scopi industriali dal governo, in modo da garantire una gestione migliore delle zone.
Su questo documento ci sono disposizioni ai sensi del Codice di Comunidade (decreto legislativo n. 2070 del 15 aprile 1961) per agire contro le invasioni illegali, tuttavia le azioni di solito non vengono intraprese contro tali invasori in quanto gli invasori sono gli elettori e ciò non gioverebbe alla politica.